# Александър Койре
Александър Койрѐ (на френски: Alexandre Koyré; на руски: Александр Вольфович Койра) е френски философ, работил в областта на историята и философията на науката.

## Биография
Койре е роден на 29 август 1892 г. в Таганрог в еврейско семейство.
По време на руската революция от 1905 г. младият Александър Койрански е заподозрян, че е участвал в атентат срещу губернатора на Ростов на Дон. Арестуван е и лежи в затвор няколко месеца. В затвора той открива Едмунд Хусерл, прочитайки неговите Логически изследвания.
Принуден да отиде в изгнание заради обвиненията, повдигнати срещу му, Койрански напуска Русия през 1908 г., намирайки пристан в Гьотинген. До 1911 г. той посещава там курсовете на Хусерл и на математика Давид Хилберт. След като Хусерл не одобрява дипломната му работа, се премества в Париж през 1912 г., за да следва история на философията. Посещава курсовете на Анри Бергсон в Колеж дьо Франс, но също и тези на Леон Бруншвик, на Андре Лаланд (1867 – 1963), на Виктор Делбос и на Франсоа Пикаве.
След началото на Първата световна война се включва в Чуждестранния легион и през 1916 г., след споразумение за сътрудничество между френското и руското правителство, се бие в руски полк на Източния фронт. По време на революцията служи като информатор на френските разузнавателни служби, които обаче в крайна сметка се страхуват, че той вече не е близък с болшевиките. През 1920 г. Александър Койре, вече френски гражданин, се завръща със семейството си в Париж, където подготвя първата си дисертация, защитена през 1922 г. Започва да преподава в Практическото училище за висши изследвания (на френски: École pratique des hautes études, съкр. EPHE) в Парижкия университет, където понякога замества Александър Кожев в неговия семинар върху Хегел.
През 1929 г. Койре защитава своята дисертация и три години по-късно École Pratique des Hautes Etudes създава за него катедрата „История на религиозните идеи в съвременна Европа“, която той заема до 1962 г. От 1932 г. до 1941 г. заедно с Андре Лаланд и други колеги той осъществява няколко престоя в университета на Кайро, където създават първата програма по преподаване на история на съвременната философия в Египет. Негов ученик става Абд ал Рахман ал Бадауи (1917 – 2002). През този период той превежда Николай Коперник през 1934 г. и публикува своите Галилееви изследвания през 1939 г.
Изследванията на Койре се фокусират върху Галилео Галилей, Платон и Исак Нютон. Най-популярното му произведение е „От затворения свят до безкрайната вселена“, поредица от лекции, четени в университета Джон Хопкинс през 1959.
Умира на 28 април 1964 г. в Париж и е погребан в Пер Лашез.

## Избрана библиография
- Essai sur l'idée de Dieu et les preuves de son existence chez Descartes. Paris: Ernest Leroux, 1922.
- L'idée de Dieu dans la philosophie de saint Anselme. Paris: Ernest Leroux, 1923.
- La Philosophie de Jacob Boehme, Paris: J. Vrin, 1929.
- Trois leçons sur Descartes. Cairo: Editions de l'Université du Caire, 1938.
- Études galiléennes, Paris: Hermann, 1939.
- Épiménide le Menteur. Ensemble et Catégorie. Paris: Hermann & Cie, 1947.
- From the Closed World to the Infinite Universe, Baltimore: Johns Hopkins Press, 1957.
- Études d’histoire de la pensée philosophique. Paris: Librairie Armand Colin, 1961.
- La Révolution astronomique: Copernic, Kepler, Borelli, Paris: Hermann, 1961.
- The Astronomical Revolution Methuen: London, 1973.
- Introduction à la lecture de Platon, Paris: Gallimard, 1994.
- Metaphysics & Measurement: Essays in Scientific Revolution, Harvard University Press, 1968.
- A Documentary History of the Problem of Fall from Kepler to Newton, pp.329–395, Transactions of the American Philosophical Society, Vol. 45, 1955.
- Newtonian Studies, London: Chapman & Hall, 1965.